# Maouseng Salaeh
Maouseng Salaeh (thailändisch มะอูเซ็ง สาและ; * 8. Mai 1991 in Narathiwat) ist ein thailändischer Fußballspieler.

## Karriere
Maouseng Salaeh stand bis Juni 2020 beim Kasetsart FC unter Vertrag. Der Verein aus der Hauptstadt Bangkok spielte in der zweiten Liga. 2019 bestritt er für den Hauptstadtverein 14 Ligaspiele. Hierbei erzielte er zwei Treffer. Am 1. Juli 2020 wechselte er zum Drittligisten Krabi FC. Mit dem Verein aus Krabi spielte er in der Southern Region der Liga. Am Ende der Saison wurde er mit dem Verein Vizemeister der Region. In den Aufstiegsspielen zur zweiten Liga konnte man sich jedoch nicht durchsetzen. Im Sommer 2021 nahm ihn der ebenfalls in der Southern Region spielende Pattani FC unter Vertrag. Nach einer Saison wurde sein Vertrag in Pattani nicht verlängert.